# Fantazja-Impromptu op. posth. (Chopin)

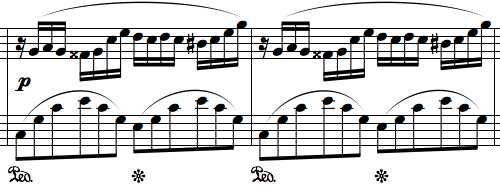
Temat Fantazji-Impromptu

Fantazja-Impromptu cis-moll op. posth. [66] – impromptu w formie fantazji napisane przez Fryderyka Chopina w 1834. Dedykowane J. Fontanie. Chopin nie nadał Fantazji numeru opusowego - po jego śmierci zrobił to dedykant.